# Troglodytes solstitialis
Troglodytes solstitialis là một loài chim trong họ Troglodytidae.